# Aphractia vivax
Aphractia vivax is een vliegensoort uit de familie van de roofvliegen (Asilidae). De wetenschappelijke naam van de soort werd voor het eerst geldig gepubliceerd in 1912 door Hermann als Atractia vivax.